# Réda Babouche
Reda Babouche est un footballeur international algérien né le 3 juillet 1979 à Skikda. 
Il compte deux sélections en équipe nationale entre 2006 et 2010.
En 2009, après la retraite de Fayçal Badji, il devient le capitaine de Mouloudia Club d'Alger.

## Palmarès
MC Alger  :
- Championnat d'Algérie de football (1) : 
  - Champion : 2010

- Coupe d'Algérie de football (2) : 
  - Vainqueur : 2006, 2007
  - Finaliste : 2013

- Supercoupe d'Algérie de football (2) :
  - Vainqueur : 2006, 2007